# Larimus
Larimus acclivis es una especie de pez de la familia Sciaenidae en el orden de los Perciformes.

## Especies
Las especies de este género son:
- Larimus acclivis Jordan & Bristol, 1898
- Larimus argenteus (Gill, 1863)
- Larimus breviceps Cuvier, 1830
- Larimus effulgens Gilbert, 1898
- Larimus fasciatus Holbrook, 1855
- Larimus pacificus Jordan & Bollman, 1890